# Ion Lucian
Ion Lucian (n. 22 aprilie 1924, București – d. 31 martie 2012, București) a fost un actor român de comedie în film, radio, teatru, televiziune și voce, dramaturg, epigramist, director al teatrului Excelsior, societar de onoare al Teatrului Național București.

## Biografie
S-a născut la 22 aprilie 1924, la București. Actorul obișnuia să glumească, afirmând că s-a născut „în aceeași zi cu Shakespeare. E drept că nu în același an, el fiind ceva mai grăbit”. Părinții săi proveneau din regiunea Moldovei: mama, Ana, era din zona Neamțului, iar tatăl, Gheorghe, din zona Romanului. Ion Lucian a urmat cursurile Liceului „Matei Basarab”, susținând un bacalaureat științific în 1942. În școală a fost un elev silitor, uneori premiant, și, spre dezamăgirea părinților și a profesorilor, a refuzat cariera de inginer și a dat admitere la Academia de Artă Dramatică.

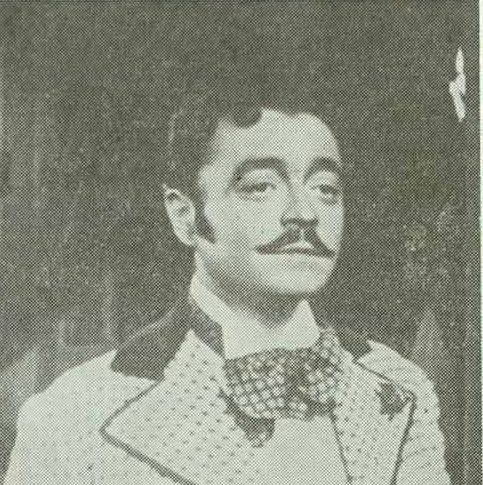
Ion Lucian în rolul Nae Girimea din comedia D-ale carnavalului de I.L. Caragiale.

În 1940, datorită faptului că tatăl său rămăsese să administreze uzinele electrice din Dobrogea, iar banii familiei erau tot mai puțini, Ion Lucian a început să dea meditații la matematici și să realizeze desene colegilor, apoi a făcut figurație la Teatrul Național. Elevii nu aveau voie la acea vreme să frecventeze teatrele și cinematografele, așa că Lucian a dat admitere la Academia de Artă Dramatică în 1941 (când era încă elev în ultimul an de liceu) și a fost admis, deși nu avea bacalaureat, după ce a recitat poezia „Oltul” de Octavian Goga. A frecventat timp de un an liceul și academia, iar în toamna anului 1942, după bacalaureat, a dat concurs (cu dispensă) pentru unul din cele cinci posturi de actor la Teatrul Național și a fost admis, deși erau 163 de candidați. Primul său rol ca actor a fost în piesa Castiliana de Lope de Vega. I-a avut ca profesori la academie pe Ion Manolescu (pe care-l considera părintele său spiritual), Maria Filotti, Marioara Voiculescu, Marietta Sadova și Gheorghe Timică, iar actorul George Calboreanu a exercitat o influență puternică în formarea sa etică prin exemplul personal de conștiinciozitate.
Ion Lucian a fost, pe rând, actor la Teatrul Național București (1942-1945), Teatrul de Operetă Alhambra (1945-1947), Teatrul Municipal din București (1947-1952), Teatrul Actorului de film „C. Nottara” (1952-1956), Teatrul Municipal din București (1956-1960) și Teatrul de Comedie (1960-1964), director fondator al Teatrului „Ion Creangă” (1964-1972), actor la Teatrul de Comedie (1972-1990), director fondator și actor al Teatrului Excelsior (1990) și societar de onoare la Teatrul Național (cumul cu Excelsior) (din 2002).
A fost internat pe 11 martie 2012 la Spitalul de Urgență Floreasca din București cu suspiciune de bronhopneumonie și anemie. Pe 31 martie 2012, soția actorului, Paula Sorescu-Lucian, și unele surse medicale au confirmat decesul acestuia la ora 21.15 (UTC+3).

## Activitate teatrală
În cursul carierei sale a interpretat numeroase roluri, mai ales în comedii, dintre care cele mai importante au fost Guliță în Coana Chirița, Hlestacov în Revizorul, Tristan în Câinele grădinarului, Nae Girimea în D-ale carnavalului, Bulinger în Șweik în al II-lea război mondial, Jean în Rinocerii, Mr. Jourdain în Burghezul gentilom, avarul în Harpagon, Mosca în Volpone ș.a. A jucat, de asemenea, în piese puse în scenă la operetă și la teatrul de revistă.
S-a remarcat și ca autor dramatic. Piesa de debut, Din cauza unui punct, a fost jucată, pe rând, la Teatrul Municipal, Studioul C.I. Nottara și Teatrul de Comedie și Televiziune. Prima piesă pentru copii, Cocoșelul neascultător, a fost scrisă în patru nopți la comanda Luciei Sturdza Bulandra, și s-a jucat timp de 17 ani în diferite teatre din România. A mai scris Mușchetarii …Măgăriei Sale, Drumul e liber, Snoave cu măști, Cenușăreasa, Nemaipomenitele aventuri ale lui Nils ș.a.
Prozatorul și dramaturgul Alecu Popovici, care i-a succedat la conducerea Teatrului „Ion Creangă” (1974-1983), îl descria astfel: „Ion Lucian! Așa, cu ochi ca ai lui, ca niște farfurioare de ceai, mi-i imaginam, în copilărie, pe dulăii din Amnarul lui Andersen. Ochi atotștiutori, exprimând, demonstrând, înduioșând, amuzând, o voce „unicat”, o eleganță scenică de „veche gardă”, o precizie a compoziție de o tehnică ireproșabilă. Ironic, dar și „melo”, violent și sarcastic, Ion Lucian e unul din actorii cei mai interesanți, mai complecși, mai moderni în disponibilitățile sale artistice”.

## Profesii exercitate

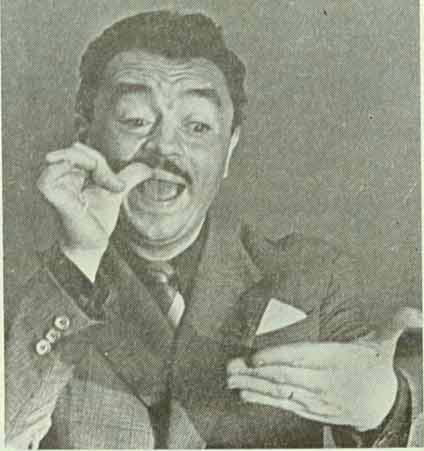
Ion Lucian într-un număr de pantomimă.

- Actor distins cu titlul de „Artist emerit” și cu numeroase premii naționale
- Regizor, director de scena, cu activitate națională și internațională
- Scriitor, membru al Uniunii Scriitorilor din România
- Membru al Societații Autorilor și Compozitorilor Dramatici de la Paris (S.A.C.D.)
- Profesor la Academia de Teatru și Film - 1952-1956
- Profesor la Universitatea Hyperion - 1998-2012.

## Afilieri la organisme naționale și internaționale
- Membru al Uniunii Scriitorilor din România
- Membru al Soc.Autorilor și Compozitorilor Dramatici din Franța
- Membru al Biroului Executiv al Asociației Internaționale de Teatru Pentru Copiii și Tineret (1965-1990)
- Membru de onoare al Asociației Internaționale de Scout Boys

## Funcții
- Director fondator al Teatrului Ion Creangă  1964-72
- Director fondator  al Teatrului Excelsior 1990
- Director artistic al Festivalului International Piatra-Neamț

## Piese scrise și jucate
- Din cauza unui punct
- Cocoșelul neascultător
- Mușchetarii …Măgăriei Sale
- Drumul e liber
- Snoave cu măști
- Cenușăreasa
- Nemaipomenitele aventuri ale lui Nils

## Traduceri jucate
- “L’ Etourdi”(Molière),
- “Il  Bugiardo” (Goldoni),
- “Un fil a la patte” (Georges Feydeau),
- “Celimare, bien amie” (Labiche),
- “Le souper” (Brissvile)

## Volume tipărite
- “Fantezii pe teme umoristice”,
- “Steluțe de umor”,
- “Le petit coq” 1975 (Paris)

## Regizor (director de scenă) invitat
- Bruxelles,
- Paris,
- Montreal,
- Roma,
- Osaka,
- Tel-Aviv,
- Caen

## Roluri
Perioada 1942-45 – Teatrul Național București - 74 de roluri dintre care: 
- Gulita din “Coana Chirița“ de T. Mușatescu după Vasile Alecsandri
- Poetul Tulipă din “Mioara“ de Camil Petrescu
- Simon  Bliss din “Familia Bliss” de Noel Coward
- Jaques din “Silvette” de V. Eftimiu
- Nicolas și Scarciafico din “Prințesa îndepartata” de Ed. Rostand
- Tânarul din “O vară la moșie” de Guido Bondi
- Magnasco din “Astă seară se joacă fără piesă” de Pirandello
- Hlestacov din “Revizorul” de Gogol
- Florindo din “Mincinosul” de Goldoni
- Mickey din “Fascinație”

Teatrul Municipal
- Boby 2 din “Insula” de M. Sebastian
- Valentin din “Nu se știe niciodată” de G. B. Shaw
- Svadea din “Liubov Iarovaia”
- Marinarul șchiop din “Uraganul” de B. Belloțerkovski
- Bufonul Tuchstone și Le Beau din “Cum vă place” de W. Shakespeare
- Andrei din “Dragoste pentru 3 portocale” după C. Gozzi
- Tristan din “Căinele grădinarului”de Lope de Vega

Personaje importante din:
- “La telefon Tamirul” de Al. Galici
- “Cu pâine și sare” de Lascăr  Sebastian
- “Pace pe pământ” de Sklar și Matz
- “Vadul nou” de L.Demetrius
- “Fetița și ursul” de Surinov

Grădina Boema (Teatrul Papagalul)
- Nepotul din “Puricele în ureche”, Feydeau
- Rolul principal din “Bani peșin“, adaptare de Sergiu Milorian

Studiourile Hunnia Budapesta
- Mircea din filmul “Două lumi și o dragoste”, regia V. Gertler, 1945

Teatrul de Operetă 1945-47
- Gustl din “Țara surâsului”
- Tony din “Prințesa Circului”

Teatrul Municipal 1956-58
Regia artistică la:
- “Cocoșelul neascultător” (și rolul ursului) de Ion Lucian
- “Harap Alb“, după Ion Creangă, de Dan Nasta
- “Momente și schițe” de I. L. Caragiale

Studioul actorului de film Nottara
Roluri principale în:
- “Mincinosul” de Goldoni, rolul Lelio și regia artistică
- “Fotoliul 16” de Rozov, rolul Sudakov
- “Nud cu vioara” de Noel Coward
- “Iașii în carnaval” de Vasile Alecsandri
- “Patriotica Română” de Mircea Ștefănescu
- “O felie de lună” de Aurel Storin
- “Familia” (viața lui Lenin. Procurorul Necliudov)
- „Mușchetarii Măgariei Sale” de Ion Lucian (și regia)
- Regia la “Nota zero la purtare” de O. Sava și Stoenescu

Teatrul de Comedie 1960-64
- “Celebrul 702” de Al. Mirodan
- Jean din “Rinocerii” de Eugen Ionesco
- Frații Bullinger (rol dublu) din “Sweik în al II-lea război mondial” de B. Brecht
- Fairchild din “Gally Gay“ de B. Brecht
- Mr. Jourdain și Harpagon din “Moliere la Comedia”
- Reporterul din “Procesul d-lui Caragiale“ de M. Ștefănescu

1964 - 1972 Director  - fondator Teatrul Ion Creangă
- Regia dramatizării “Harap-Alb” după I.Creangă
- Rolul “Ursul” și  regia “Cocoșelul neascultător” varianta I.Creangă
- Rolul „Ursul” și regia “Mușchetarii ...Măgăriei–Sale“ de Ion Lucian
- Rolul  “Bătrânul dresor” din “Poveste neterminată” de A. Popovici
- Regia și diferite roluri în “N-ați văzut dvs. Un tată ?” de Ed. Jurist și I. Mustață
- Regia și roluri diferite în „Cinci săptămâni în...balcon” de Ed. Jurist și I. Mustață
- Regia dramatizării “Cei trei mușchetari” de Alex. Dumas
- Rolul Pantalone din “Regele Cerb” de Carlo Gozzi
- Regia spectacolului “Răs și lacrimi” după Carlo Gozzi
- Rolul Izmail și regia “Toate pânzele sus!” de Guido Bondi după R. Tudoran
- Regia “Nota zero la purtare” de O. Sava și V. Stoenescu, versiunea I. Creangă
- Rolul Profesorul și regia “Aterizare forțată” de Frigyesy
- Regia și rolul Dobre din “Drumul e liber” de Ion Lucian și V. Puicea
- Rolul Bodnârescu din “Eminescu și Veronica” de A. Bocancea
- Regia la “Romeo și Janette” de Anouilh
- Regia la “Salut voios!”de Jurist și Mustață
- Rolurile “Viciile” - Șeful trupei, Zapciul, Cârciumarul, Cucoana, Boierul, Tâlharul 5
- Moartea din “Snoave cu măști” de Ion Lucian și V. Puicea
- 1974 - Rolul Mosca din “Volpone”, Teatrul de Comedie
- Rolurile Mr.Jourdain și Harpagon din spectacolul “Moliere“
- Rolul principal din “Camera de alături“, Teatrul Național
- Regia artistică “Pinocchio” Roma – Italia
- Rolul Cristinoiu din “Opinia publică”, Teatrul de Comedie
- “Viciile” (opt roluri) din “Snoave cu măști” la Theatre Gros Cailloux Caen-Normandie, Franța
- “Opus 1... singur“, one-man show (24 de roluri), Teatrul de Comedie

1979 Regie “Muschetarii... Magariei-Sale“ de Ion Lucian
1980 Rolul Producatorului din “Cinema“, Teatrul de Comedie
1981 Rolul Tatălui din “Turnul de fildeș“ de Rozov, Teatrul de Comedie; Vandergelder din “Petitoarea“, Teatrul de Comedie; Regia, “Snoave cu Masti“, Teatrul din Oradea
1982 “Imaginile sunt imagini“ de Eugen Ionescu, rolul tatălui și regia spectacolului; “Strigoiul din Kitahama“ de Kobo Abe, Teatrul de Comedie; Regia “Marry Poppins“, Teatrul Național Timișoara; Rolul principal din “Pepere L’ amoral“ de Brigitte Sarthou, Theatre L’Ille de France, Paris, Franța
1983 Regia “Cocoselul neascultator“, Osaka, Japonia; Regia “Haina cu doua fete“, Teatrul Național Timișoara; Regia “Cocoșelul neascultător“; Regia și rolul principal din “Les contes“ de Eugen Ionesco, Theatre L’Ile de France, Paris
1984 Rolul Georges-Onica Vlasca din “patriotica Romana“, Teatrul de Comedie; Rolul Mosului din filmul “Rămășagul“ de Ion Popescu-Gopo; Regia “Cenușăreasa“, Teatrul Valah din Giurgiu
1986 “Viciile“ (opt roluri) din “Snoave cu măști“ (în limba japoneză, pentru turneul din Japonia, 170 zile)
1987 Regia si rol in “Cenușăreasa“, pentru turneul din Japonia, 120 de zile
1988 Regia “Trei gemeni venețieni“, Teatrul Valah din Giurgiu; Regia și rolul Generalului din “Scaiul“, Teatrul de Comedie
1989 Regia  „Hoțul sentimental” de Tudor Popescu, T.E.S.
1990 Înființarea Teatrului Excelsior; Regia și rolul principal, Tatăl, în „ Nu treziți un copil care visează” de E. Ionesco; Regia „Celimare-le bien aime” Teatrul L. S. Bulandra; Rolul principal din „Protest” de V. Havel, Teatrul de Comedie
1991 Regia „Lovește-l pe aproapele tău”, Teatrul din Botoșani. 
Rolul „Omelette” din „Căsătoria” de Gogol
1992 Cadâr, din „Ianche, Tache și Cadâr”, Compania Radu Beligan. 
Pepere (rolul titular) din  Pepere Lamoral și regia, Teatrul EXCELSIOR
1993 „Stăpânul universului”, rol principal în serialul american Time Warrior Stud. Castel. 
Regia și rol principal în „Are tata fată mare” de M.Maxi- Teatrul C.Tănase
1994	Premiile G. Timică și Al. Giugaru  pentru activitate. 
Regia și rol „Fratele”  din „Doctorul minune” de H. Popescu, Teatrul C. Nottara. 
„Maiorul” din „Jocul de-a vacanța”, film TVR
1994   Fouche din „Supeul” de Brissville, Teatrul Odeon
1995	Rolurile principale din „Acvarium” și „Trafic” de L. Calaferte
1996    Regia „Nebuniile  iubirii” de Dan Tărchilă, Teatrul din Buzău
1997    Regia „Scaiul” Teatrul din Brașov 
	Regia și rolul  Al.Willis din „Băieții de aur” de Neil Simon 
	Regia și rolul principal din „Balul de cristal” Teatrul C. Tănase 
	Tatăl din „Caut dog dalmațian!” Producție teatrală TVR
1998	Regia și rol principal din „Ah!bacalaureatul!” Teatrul din Buzău 
Regia și rol principal din „ Vin americanii”   Teatrul C. Tănase
1999	One man- show „Le grenier” spectacol special pentru sărbătoarea francofoniei în Bretagne. 
Regia la „Aladin și lampa fermecată”, Teatrul Excelsior. 
Trahanache din „Scrisoarea pierdută”, Teatrul Național București
2000	Regia „Nota zero la purtare”, Teatrul C. Tănase. 
Regia „Uite tata,nu e tata!”, Teatrul Evreesc de Stat. 
Taus din „Ceasornicăria Taus”, Teatrul Mundi
2001    Ion Creangă din „Prosta omenească”    Teatrul Excelsior
	Regia la „Băieții de aur” cu trupa IDISHSPIEL din Tel-Aviv
	( premiată ca „cel mai bun spectacol al anului)
	Regia”Frumoasa și besta” Teatrul Excelsior
	Premiul UNITER pentru întreaga activitate
2002	  Premiul UNITER pentru întreaga activitate pentru copii și tineret
Iorgu Langada din „Escu...”   Teatrul de Comedie
Marele preot din „Legenda ultimului împărat”Teatrul Național
2003	   Tatăl din „Iubire” de L.Barta  Teatrul Național
2004	Regia „Val-Vârtej și vasul fantomă” de O.Sava  Teatrul Excelsior
Regia și text „Inimă de piatră” după W.Huff, Teatrul Excelsior
Rolul  „Maiorul „din „Jocul de-a vacanța” Teleplay  TVR
Regia  „Dr.Minune „ de H.Popescu  Teatrul Nottara  
1995    Rolul principal din „Don – Juan din Ramat-Gan”, Tel-Aviv-Israel
Taus din „Ceasornicăria Taus” de Gelu Naum, Teatrul Mundi 

## Filmografie
- Viața învinge (1951) - Virgil
- Gelozia, bat-o vina! (1954) - șoferul
- Alarmă în munți (1955) - Pavel
- Afacerea Protar (1956) - Pompilian
- Alo?... Ați greșit numărul! (1958) - regizorul
- D-ale carnavalului (1959) - Nae Girimea
- Doi vecini (1959) - lt. I.G. Petrescu
- Titanic-Vals (1965) - Rădulescu Nercea, președintele organizației județene Muscel a Partidului Național Liberal
- Mofturi 1900 (1965) - Mache din schița ,, amicii"
- Rămășagul (1985) - moșneagul
- Păcală se întoarce (2006) - prostul satului
- 17: O poveste despre destin (2008) - bătrânul
- Medalia de onoare (2009) - președintele Asociației Veteranilor de Război

## Premii
- Premiul Național UNITER  pentru întreaga  activitate  2001
- Premiul Național UNITER pentru întreaga cariera dedicată tânărului public 2002
- Premiul pentru interpretare Brașov 1982
- Premiul pentru interpretare Bacău 1983
- Premiul pentru cel mai bun spectacol Israel 2002

## Distincții
- Ordinul Muncii clasa a II-a (25 decembrie 1957) „cu prilejul împlinirii a zece ani de activitate a Teatrului Municipal din București, pentru merite deosebite în activitatea artistică”[16]
- titlul de Artist Emerit al Republicii Populare Romîne (18 august 1964) „pentru merite deosebite în activitatea desfășurată în domeniul teatrului, muzicii, artelor plastice și cinematografiei”[17]
- Ordinul Meritul Cultural clasa a III-a (6 noiembrie 1967) „pentru merite deosebite în domeniul artei dramatice”[18]
- Ordinul Meritul Cultural clasa a II-a (1971) „pentru merite deosebite în opera de construire a socialismului, cu prilejul aniversării a 50 de ani de la constituirea Partidului Comunist Român”[19]
- Ordinul Muncii clasele I
- Ordinul Meritul Cultural clasa I
- Ordinul național „Serviciul Credincios” în grad de Cavaler (1 decembrie 2000) „pentru realizări artistice remarcabile și pentru promovarea culturii, de Ziua Națională a României”[20]
- Societar de onoare al Teatrului Național (2002)
- Ofițer al Legiunii de Onoare – Franța (2004)[21][22]